# Воробйовська сільська рада
Воробйо́вська сільська́ ра́да — адміністративно-територіальна одиниця та орган місцевого самоврядування в Сакському районі Автономної Республіки Крим. Адміністративний центр — село Воробйове.

## Загальні відомості
- Населення ради: 1 761 особа (станом на 2001 рік)

## Населені пункти
Сільській раді були підпорядковані населені пункти:
- с. Воробйове
- с. Фурманове
- с. Шаумян
- с. Шишкине

## Склад ради
Рада складалася з 16 депутатів та голови.
- Голова ради: Притуляк Віра Антонівна
- Секретар ради: Репніна Валентина Петрівна

### Керівний склад попередніх скликань
| Прізвище, ім'я, по батькові  | Основні відомості                                                                       | Дата обрання | Дата звільнення |
| ---------------------------- | --------------------------------------------------------------------------------------- | ------------ | --------------- |
| Красуля Кирило Володимирович | Сільський голова, 1971 року народження, безпартійний                                    | 26.03.2006   | 31.10.2010      |
| Притуляк Віра Антонівна      | Сільський голова, 1957 року народження, освіта середня спеціальна, член Партії регіонів | 31.10.2010   |                 |

Примітка: таблиця складена за даними сайту Верховної Ради України

### Депутати
За результатами місцевих виборів 2010 року депутатами ради стали:

#### За суб'єктами висування
| Суб'єкт висування                 | Кількість обраних депутатів | %    |
| --------------------------------- | --------------------------- | ---- |
| Партія регіонів                   | 9                           | 56,3 |
| Самовисування                     | 6                           | 37,5 |
| Політична партія «Сильна Україна» | 1                           | 6,3  |

#### За округами
| № округу                          | Прізвище, ім'я, по батькові         | Дата визнання обраним | Освіта             | Партійна приналежність | Відомості про обраного депутата                                                                             |
| --------------------------------- | ----------------------------------- | --------------------- | ------------------ | ---------------------- | --- |
| Партія регіонів                   |                                     |                       |                    |                        | |
| 2                                 | Надточій Лідія Костянтинівна        | 31.10.2010            | середня спеціальна | член Партії регіонів   | Шишкинський фельдшерсько-акушерський пункт, фельдшер                                                        |
| 3                                 | Покров Василь Євгенович             | 31.10.2010            | середня            | член Партії регіонів   | Воробйовська дільниця Сакського міжрегіонального управління водного господарства, тракторист                |
| 4                                 | Прошкін Геннадій Олексійович        | 31.10.2010            | середня            | член Партії регіонів   | фермерське господарство «Ісіда», тракторист                                                                 |
| 5                                 | Кузьменко Людмила Григорівна        | 31.10.2010            | середня            | член Партії регіонів   | тимчасово не працює                                                                                         |
| 12                                | Карієва Ніна Гідаятівна             | 31.10.2010            | середня спеціальна | член Партії регіонів   | пенсіонер                                                                                                   |
| 13                                | Дембицький Володимир Вікторович     | 31.10.2010            | вища               | член Партії регіонів   | приватний підприємець                                                                                       |
| 14                                | Кольцова Людмила Опанасівна         | 31.10.2010            | вища               | позапартійна           | Воробйовська сільська рада, спеціаліст землеустроїтель                                                      |
| 15                                | Темборський Анатолій Іванович       | 31.10.2010            | вища               | член Партії регіонів   | Воробйовська загальноосвітня школа, викладач                                                                |
| 16                                | Репніна Валентина Петрівна          | 31.10.2010            | вища               | позапартійна           | Воробйовська сільська рада, головний бухгалтер                                                              |
| Політична партія «Сильна Україна» |                                     |                       |                    |                        | |
| 6                                 | Харитоненко Олександр Володимирович | 31.10.2010            | середня            | позапартійний          | тимчасово не працює                                                                                         |
| Самовисування                     |                                     |                       |                    |                        | |
| 1                                 | Азізов Ілімдар Саідович             | 10.01.2011            | середня спеціальна | позапартійний          | Сакське міжрайонне управління водного господарства, начальник групи насосних станцій                        |
| 7                                 | Шевчук Тетяна Іванівна              | 31.10.2010            | вища               | позапартійна           | Воробйовська загальноосвітня школа, викладач                                                                |
| 8                                 | Бештиєв Саїд Сапуат                 | 31.10.2010            | середня            | позапартійний          | тимчасово не працює                                                                                         |
| 9                                 | Кольцов Федір Віталійович           | 31.10.2010            | середня спеціальна | позапартійний          | тимчасово не працює                                                                                         |
| 10                                | Абдураїмов Рустем Садійович         | 31.10.2010            | середня спеціальна | позапартійний          | Воробйовська дільниця Сакського міжрегіонального управління водного господарства, машинист насосної станції |
| 11                                | Мазур Михайло Федорович             | 31.10.2010            | вища               | позапартійний          | будинок культури, с. Воробйове, директор                                                                    |